# Monoxenus bicarinatus
Monoxenus bicarinatus là một loài bọ cánh cứng trong họ Cerambycidae.